# Haikou
Haikou  (kineski: 海口; pinyin: Hǎikǒu; doslovno: „Ušće mora”)  je najveći i glavni grad, te istoimena općina u kineskoj pokrajini Hainan s 2.046.189 stanovnika (prema popisu iz 2010.). Većina njegovih stanovnika su Han Kinezi, koji žive s narodima Li, Mjao i Huej.

## Zemljopisne odlike
Haikou leži na sjevernoj obali otoka Hainan, na ušću rijeke Nandu, nasuprot poluotoku Leizhou od kojeg ga razdvaja 15 km široki Tjesnac Hainan. Sjeverni dio grada je okrug otoka Haidian, koji je odvojen od glavnog dijela Haikoua rijekom Haidian, granom Nandua. 
Haikou se nalazi u tropskoj zoni, s oceanskom tropskom monsunskom klimom. Prosječna temperatura u siječnju je 17,2 °C, a u srpnju 28,4 °C.

## Povijest
Haikou je nastao kao luka grada Qiongshana, drevnog administrativnog centra otoka Hainana, koji se nalazi oko 5 km u unutrašnjosti, za dinastije Song. Grad je tada bio poznat pod imenom Haikoupu. Iako je njegov značaj kao grad počeo za vrijeme dinastije Ming i nije otvoren u inozemstvu do dinastije Qing. Godine 1926. dobio je status grada pod upravom pokrajine Guangdong. Haikou se razvio tijekom Drugog kinesko-japanskog rata i japanske okupacije. Nakon rata, Haikou i Hainan ostali su pod nacionalističkom kontrolom (Tajvan) do „operacije iskrcavanja na otok Hainan”, kada je pala na komunističku vlast. Godine 1988. grad je proglašen glavnim gradom Hainana. Kao rezultat toga, Haikou se razvio od malog pograničnog grada do modernog grada. Danas više od polovice ukupne trgovine na otoku i dalje prolazi kroz njezine luke. 

## Znamenitosti
Grad Haikou okružen je egzotičnom vegetacijom, a na njegovim ulicama još uvijek se mogu vidjeti neke građevine iz kolonijalnog razdoblja. Zbog toga je značajno ljetno središte za, osobito lokalni, turizam. 
Stara Kina se može vidjeti samo u starom gradu, dok ostatkom gradskog područja dominiraju neboderi. „Hram pet knezova” nalazi se na jugoistoku grada.
Svjetionik Baishamen (白沙门灯塔) nalazi se na istočnoj strani ulaza u zaljev Haikou, na sjeveroistočnoj obali otoka Haidiana. Sa svojih 72 m je šesti najviši svjetionik na svijetu i drugi najviši u Kini. 
Grad je dom Sveučilišta Hainan koji ima svoj glavni kampus na otoku Haidian.
Haikou je ipak najpoznatiji po svojim parkovima i rekreacijskim područjima:
- Park Evergreen (万绿园) je park od 71,3 hektara je najveći park u Haikouu, a sadrži oko deset tisuća kokosovih stabala i nekoliko stotina vrsta južnoazijskih ukrasnih biljaka.
- Park Baishamen ((白沙门公园 „Park bijelih pješčanih vrata”) nastao je 2010. godine i nalazi se na sjevernoj obali otoka Haidian. U parku se nalazi mali zabavni park.
- Jinniuling park (金牛岭公园 „Park planine zlatnog bika”) uključuje mali zoološki vrt, jezero, raznoliku floru i visok postotak šumskih područja, uključujući i veliku bambusovu šumu.
- Park Binhai (滨海公园) nalazi se istočno od parka Evergreen, a ima malo jezero i društvenu zgradu u sredini. U njemu se svake godine održava izložba hibrida bugenvilija svake godine.
- Narodni park Haikoua (人民公园), smješten u središtu grada na ulici Haixiu uz Istočno jezero, davno je obnovljen i privlači veliki broj ljudi svakog jutra koji se bave vježbama, pretežno tai chi, fitness plesom i aerobikom.
- Holiday Beachside Resort (假日海滩) je 7 kilometara dugačka plaža i atrakcija za posjetitelje u blizini zapadne strane Haikoua.
- Prirodni rezervat luke Dongzhai (东寨港红树林自然保护区) leži nekih 15 kilometara jugoistočno od Haikoua i bio je prva zaštićena šumska zona mangrova u Kini.

- Svjetionik Baishamen
- Binhai park 2016.
- Baishamen park noću
- Jinniuling park
- Narodni park Haikoua

## Uprava
Haikou je podijeljen u četiri okruga. Ovdje predstavljene informacije koriste podatke iz popisa 2010. godine.
| Zemljovid Haikoua                | Zemljovid Haikoua | Zemljovid Haikoua | Zemljovid Haikoua | Zemljovid Haikoua    | Zemljovid Haikoua           |
| -------------------------------- | ----------------- | ----------------- | ----------------- | -------------------- | --------------------------- |
| Longhua Xiuying Qiongshan Meilan |                   |                   |                   |                      |                             |
| Distrikt                         | Kineski           | Pinyin            | Površina (km²)    | Stanovništvo (2010.) | Gustoća stanovništva (/km²) |
| Longhua                          | 龙华区            | Lónghuá Qū        | 275               | 593.018              | 2.156                       |
| Xiuying                          | 秀英区            | Xiùyīng Qū        | 512               | 349.544              | 683                         |
| Qiongshan                        | 琼山区            | Qióngshān Qū      | 940               | 479.960              | 511                         |
| Meilan                           | 美兰区            | Měilán Qū         | 553               | 623.667              | 1128                        |

## Gospodarstvo
Haikou je posljednjih godina postao moderan industrijski grad, privlačeći mnoge ljude iz drugih kineskih pokrajina. Haikou ima elektroničku industriju, tekstilnu i proizvodnju rasvjetnih tijela. Među poljoprivrednim proizvodima proizvedenim u Haikou su riža, šećerna trska, kikiriki i banane. Grad je bogat vodenim resursima.

## Zbratimljeni gradovi
| - Albuquerque, Novi Meksiko SAD (1994.) - Cancun Meksiko (2010.) - Cannes Francuska (1997.) - Darwin Australija (1990.) - Dubrovnik Hrvatska (2013.) - DuPont SAD (2010.) - Gdynia Poljska (2006.) - Habarovsk Rusija (2011.) | - Ilha do Sal Zelenortska Republika (2009.) - Jalta Ukrajina (2004.) - Kuusamo Finska (2006.) - Lakewood SAD (2006.) - Lapu-Lapu Filipini (1997.) - Maui SAD (2007.) - Oklahoma City SAD (1992.) - Perth, Škotska Ujedinjeno Kraljevstvo (1992.) | - Saint-Nazaire Francuska (1992.) - Zanzibar Tanzanija (1997.) - Seogwipo Južna Koreja (1999.) - Victoria, Sejšeli Sejšeli (2007.) - Vladimir Rusija (2017.) - Yangon Mjanmar (2017.) |

## Vanjske poveznice
- Haikou na portalu Encyclopædia Britannica (engl.)
- Službene stranice grada